# Bailey Pickett
Bailey Marie Pickett (do Debby Ryan thủ vai) là một trong những nhân vật chính trong bộ phim "The Suite Life on Deck". Cô đến từ ngôi làng được hư cấu ở Kettlecorn, Kansas và dự định cải nam trang trong tập đầu tiên bởi vì chỗ dành cho học sinh nữ trên cabin của con tàu SS "Tipton" đã kín hết. Sau khi mưu mẹo của Bailey bị phát hiện, cô được chấp nhận cho ở lại trên tàu vì một học sinh nữ chung phòng với London Tipton đã chuyển đi. Bailey cũng xuất hiện ở một vài tập trong các sê-ri phim của Disney Channel, như "Wizards of Waverly Place" (Những phù thủy xứ Waverly) và "Hannah Montana".

## Lịch sử nhân vật
Bailey là một cô gái đến từ Kettlecorn, Kansas. Mặc dù Bailey yêu cuộc sống ở Kansas nhưng cố ấy vẫn mong ước rằng sẽ khám phá thế giới xung quanh và dự buổi dạ hội cải trang trong hình hài của một đứa con trai để theo học tại trường Trung học Seven Seas trên con tàu du lịch SS "Tipton". Từ khi Bailey đổi tên thành con trai và bởi vì cô ấy đã từng chơi trong đội bóng chày nam, nên Bailey cố xoay xở để trở thành học sinh của trường Trung học Seven Seas.
 Sau khi lừa các thuyền viên tin rằng mình là con trai, Bailey trở thành bạn cùng phòng với Zack. Ban đầu có sự xung đột giữa hai bên vì Zack thì bừa bộn trong khi Bailey thì vệ sinh và rất "con gái". Tuy nhiên, sau khi giới tính thật của cô bị Zack phát hiện, Zack đã hứa sẽ giữ bí mật
Cody nhanh chóng nghi ngờ Zack lẫn Bailey; và anh chàng đã phát hiện không lâu trước khi giới tính thật của Bailey được phơi bày với mọi người. Tuy vậy, từ khi London Tipton ở một mình một cabin (sau khi mua chuộc cô bạn cùng phòng để buộc cô rời khỏi), Bailey vẫn có thể ở và trở thành bạn cùng phòng với London. Bailey thật sự thích thú với ý nghĩ rằng sẽ được chung phòng với London trong khi đó, nữ thừa kế giàu sụ lại phản đối điều đó. Cảm thấy phiền phức khi ở trên tàu SS "Tipton", London đã bỏ trốn lên hòn đảo Vẹt, để lại Bailey với cảm giác có trách nhiệm và tội lỗi vì sự mất tích của London.
Khi mọi người đi kiếm London trên đảo, Bailey đã đi theo và giúp đỡ mọi người không chỉ thoát khỏi hòn đảo mà còn cứu thoát London. Theo đó, Bailey đã quyết định nhận nuôi một con lợn, đặt tên là Porkers. Khi họ trở về tàu, London đã miễn cưỡng quyết định trở nên thân thiện hơn với Bailey. Họ đã bắt đầu giao kèo rằng Bailey vứt bỏ hết những bộ đồ lỗi thời. Tuy nhiên, thỉnh thoảng, London vẫn gây rắc rối cho Bailey, đặc biệt là rất hay bắt nạt Bailey. Trong tập "The Kidney of the Sea", Bailey và London đã tổ chức một cuộc thử trí thông minh giữa Porkers và chú chó của London, Ivana; và cuối cùng, với kinh nghiệm từng làm đội trưởng đội cổ động ở Kettlecorn, Bailey đã nhảy múa ăn mừng cho chiến thắng của Porkers. Trong tập "Boo You", London đã gây rắc rối cho Bailey bằng cách nói với mọi người trên mạng Internet rằng đồ lót của Bailey giống một cái dù nhảy. Cũng trong tập này, London đã báo tin với mọi người trên mạng rằng Bailey rất hay ngáy. Khi mọi người trở lại trường sau kỳ nghỉ trong tập "Lost at Sea", London đã quên cả tên của Bailey.
Trong tập "Mulch Ado About Nothing", Bailey bắt đầu có cảm tình với Cody ở cuối tập này. Ở tập "When In Rome", Bailey đã nói rằng một "thành phố lớn" là "một thành phố mà thị trưởng không phải là một con ngỗng". Trong tập "Showgirls", Bailey đã nhận hình phạt đầu tiên, điều mà trước đó chưa từng xảy ra với Bailey khi đi học. Trong tập "In the Line of Duty, Zack (khi làm giám sát hành lang) đã phạt Bailey nhiều ngày liên tiếp, một là không tuân theo lệnh giới nghiêm với Cody và một là do chạy trên hành lang cùng với London.
Trong tập "Beauty and the Fleeced", Bailey đã trình bày khả năng ca hát tuyệt vời khi cô bé thắng trong cuộc thi giả lập của Zack, Marcus và Woody.
Ở hầu hết các tập, Bailey luôn mặc một chiếc quần jean ôm và một chiếc áo đơn giản hay có hoa văn. Trong tập "Can You Dig It?", linh hồn Công chúa Xaria đã nhập vào Bailey. Khi Cody biết được, cậu nhóc đã phải lấy chiếc vương miện và đặt trên bức tượng của công chúa. Bailey được cứu thoát và linh hồn của công chúa Xaria (một màn sương mờ màu xanh lấp lánh) đã trở về với bức tượng của cô ấy. Nhưng London lại lấy chiếc vương miện bởi vì cô không nhớ chuyện gì đã xảy ra vớ Bailey, và cuối cùng, London lại bị công chúa Xaria nhập vào.
Qua phần 1 của sê-ri phim, Bailey không chú ý rằng Cody đang thích mình và chỉ coi Cody như một người bạn bình thường. Ở cuối phần 1, trong tập "Double-Crossed", sau khi Hannah Montana đưa cho Bailey và Cody tấm vé đại nhạc hội, Bailey đã nói với Cody rằng,"Đây sẽ là một buổi hẹn hò đáng nhớ" và đã hôn lên môi của Cody, bắt đầu cho mối quan hệ tốt đẹp. Bailey và Cody quen nhau trong suốt phần 2, cuối cùng lại chia tay một thời gian trong tập"Lost at Sea" và "Marriage 101", nhưng rồi cả hai lại trở về với nhau trong cùng tập đó.
Ở tập cuối của phần 2, "Breakup in Paris", Bailey và Cody đã tổ chức lễ kỷ niệm một năm ở Paris. Nhưng không may, Bailey nhìn thấy Cody ở cùng với một "cô bạn người Pháp đáng ghét", trong khi thực sự thì Cody đang tập cho buổi hẹn hò kỷ niệm với London. Bailey đã rất buồn và cùng lúc đó, cô bé được Jean Luc, một người đã phải lòng cô bé, an ủi. Cody nhìn thấy và nghĩ rằng Bailey đang lừa dối mình. Bailey biết được sự thật từ London và, sau đó, cô bé và Cody đã có một cuộc tranh luận lớn về việc chấm dứt mối quan hệ. Trong suốt phần 3, Bailey vẫn còn có tình cảm với Cody và cả Cody cũng vẫn còn tình cảm với Bailey. Trong tập "A London Carol", tương lai cho thấy rằng Bailey và Cody sẽ lấy nhau, mặc dù cả hai trong thời điểm đó đã chia tay. Trong tập "The Play's The Thing", Cody đã viết một vở kịch dựa trên quan điểm của cậu về sự chia tay giữa cậu và Bailey, do đó, Bailey đã từ chối tham gia. Haley bị giết ở khúc cuối vở kịch và Bailey bắt đầu khóc. Khi Cody quyết định giảng hòa với Bailey, cô bé đã đóng sầm cửa trước mặt của Cody. Trong tập "Twister" ở phần 3, Bailey và Cody trở lại với nhau và thừa nhận rằng họ không ngừng yêu nhau
Trong tập cuối, "Graduation on Deck", Bailey được nhận vào trường đại học Yale, trong khi Cody thì không. Bailey đã chọn Cody thay vì Yale, nhưng cuối cùng, cô bé vẫn quyết định đi đến Yale, vì Cody đã khuyên cô bé rằng không nên từ bỏ cơ hội, và cậu sẽ đến thăm Bailey.

## Cá nhân
Giống như Cody, Bailey rất thông minh. Cô giáo Tutweiller tuyên bố rằng đơn nhập học của Bailey là lá đơn ấn tượng nhất, khiến cho Cody vô cùng ghen tức. Bailey rất vui mừng và bày tỏ sự mê hoặc của thế giới xung quanh cô. Bailey rất thân thiện, lạc quan, và hay quan tâm đến người khác. Cô bé cũng có một tình yêu đối với động vật, và trong tập "Swede Life", Bailey đã đi cảnh báo với tất cả muôn thú trong rừng rằng mùa săn bắn đã bắt đầu. Bailey ghét nói dối và cảm thấy tội lỗi kể cả với những trò chơi chơi khăm mà mình tham gia. Bailey thích tỉa lõi ngô và rất nhớ nhà ở Kettlecorn, Kansas. Bailey cũng là fan cuồng của các ca sĩ nổi tiếng như Hannah Montana và Jordin Sparks.

## Các mối quan hệ
- Holden (Chad Duell đóng) - Xuất hiện duy nhất trong tập "International Dateline" và "Boo You", được Bailey mời ăn tối, nhưng hai người đã chia tay vì Bailey đã ném bánh mì và bơ vào cậu sau khi Bailey nhìn thấy London chuẩn bị hẹn hò với Holden. Holden đã mời Bailey đi chơi trong tập "International Dateline". Tuy nhiên, Bailey đã đấm Holden khi cậu quăng đôi giày của Bailey đi vì Zack đã đưa cho Holden một con tôm bị hư để giúp Cody.
- Moose (Hutch Dano đóng) - Moose xuất hiện trong tập hai với vai trò là bạn trai cũ của Bailey. Trong tập "Mulch Ado About Nothing", Moose đã cố gắng yêu cầu Bailey trở về nhà khi cô bé bị bệnh. Tuy nhiên, Bailey từ chối vì bạn bè của cô ấy đều ở trên tàu SS "Tipton". Bailey cũng nhắc Moose lý do mà họ chia tay: Moose luôn nghĩ rằng anh ấy biết cái gì tốt nhất cho Bailey, nhưng thật sự thì không phải vậy. Cũng trong tập "My oh Maya", Cody lo lắng rằng Moose và Bailey sẽ quay trở lại với nhau khi cô bé trở về Kettlecorn vì chú Clem của Bailey bị đè bởi một cái máy kéo. Moose cũng xuất hiện trong tập "Twister phần 2" và "Twister phần 3". Cody đến Kettlecorn khi cậu bé nghe tin London và Bailey đang gặp rắc rối. Cody muốn Bailey trở lại nhưng Moose cũng muốn Bailey trở về với mình. Cuối cùng, Bailey đã chọn Cody.

.
- Cody Martin (Cole Sprouse đóng) - Cody bắt đầu có cảm tình với Bailey bởi vì họ có những sở thích chung, do đó, Cody cố gắng thuyết phục Bailey nhưng Bailey lại không biết điều đó (phần 1). Chuyện này kéo dài đến tập cuối của phần 1 "Double-Crossed", khi họ bắt đầu mối quan hệ. Cody và Bailey đã cãi nhau và chia tay hai lần ở phần 2 tập "Lost at Sea" và "Marriage 101", nhưng cuối cùng, họ lại trở lại với nhau. Trong tập "Breakup in Paris", Cody và Bailey đã chấm dứt mối quan hệ, chính xác là vào lễ kỷ niệm một năm quen nhau. Trong phần 3, người xem vẫn thấy được tình cảm họ dành cho nhau. Trong phần 3 tập "Twister", Cody và Bailey đã trở lại với nhau. Ở tập "A London Carol", Cody và Bailey được tin đoán rằng sẽ kết hôn với nhau.

.
- Josh (Markus Silbiger đóng) - Trong tập "So You Think You Can Date?", khi Bailey nói dối Cody rằng cô bé có một cuộc hẹn cho buổi khiêu vũ thời Trung cổ/ những năm 1980; cô bé đã nhảy với Josh để minh chứng cho lời nói dối trước mặt Cody. Tuy nhiên, London đã khuyên Bailey là, những hành động để gây ấn tượng với Josh, từ khi những người con trai khác đều cảm thấy phiền hà vì sự thông minh của cô bé. Bailey đã làm như London bảo, nhưng Josh đã cảm thấy bực mình và từ chối Bailey giữa buổi khiêu vũ.

## Bạn bè
- Zack Martin (Dylan Sprouse đóng) - Anh trai song sinh của Cody và là bạn học của Bailey
- Porkers - một chú lợn con mà Bailey tìm thấy trên đảo Vẹt, và Bailey cũng dùng Porkers để gửi tin cho Zack và Cody
- Alex Russo (Selena Gomez đóng) - Nhân vật chính trong sê-ri phim "Wizards of Waverly Place" của đài Disney Channel. Alex trở thành bạn của Bailey trong tập phim kết hợp "Wizards on Deck with Hannah Montana"
- Maddie Fitzpatrick (Ashley Tisdale đóng) - Maddie Fitzpatrick là nhân vật chính trong sê-ri "The Suite Life of Zack and Cody", người từng xuất hiện trong phim "The Suite Life on Deck" ở tập "Maddie on Deck", và bởi vì Bailey đã tặng cho Maddie một bộ váy lông rất đẹp và trở thành bạn của cô, nên Maddie đã chọn Bailey thay vì London
- London Tipton (Brenda Song đóng) - London rất hay làm trò với Bailey. Trong tập "Boo You!", London đã sỉ nhục Bailey trên trang mạng của cô bé trước hàng triệu người xem. Như một lời xin lỗi, London đã sắp xếp một cuộc hẹn hò với Holden nhằm giúp Bailey từ chối anh chàng dai dẳng này. Trong tập "Mean Chicks", London đã ôm Bailey và thừa nhận rằng Bailey là một người bạn thực sự. London còn nói với người bạn "song sinh" của mình rằng Bailey là một người bạn thân
- Marcus Little (Doc Shaw đóng) - là bạn cùng phòng với Zack, từng là một ca sĩ nổi tiếng, được biết đến trước đó với tên gọi là "Lil' Little", người đã rời khỏi con tàu để tham gia một vai diễn ở "Nhà hát Broadway", New York
- Woody Fink (Matthew Timmons đóng) - bạn cùng phòng với Cody, người xuất hiện ở nhiều tập trong "The Suite Life on Deck"
- Maya Bennett (Zoey Deutch đóng) - bạn gái cũ của Zack
- Addison (Rachael Kathryn Bell đóng) - Bạn gái của Woody và là một trong những người bạn thân của Bailey

### Gia đình
- Grammy Pickett (Linda Porter đóng) - Bà ngoại của Bailey. Bà gọi Bailey là "piggly-wiggly" và sau đó, cả hai khịt mũi với nhau. Trong tập "Boo You", London đã nói rằng cái váy "Bà ngoại" làm cho Bailey là khăn trải bàn, cũng trong tập "Mulch Ado About Nothing", Cody đã nói với Bà ngoại giả rằng bà gọi Bailey là "Bunnykins" (dòng họ thỏ) và Bailey thì nói vớ vẩn. Bà cuối cùng xuất hiện trong tập "Twister" phần 2 và 3, sau khi bà ngủ say suốt buổi tiệc sinh nhật của mình ở phần 1, bà đã thức dậy ở phần 3 tặng tiền mà bà đã để giành để giúp cho Bailey quay trở lại tàu sau khi quê hương của Bailey bị tàn phá hết. Bà cũng đưa cho Zack một chiếc vòng cổ để tặng cho cô bạn gái, vì tưởng Zack là Cody
- Eunice Pickett (Ginette Rhodes đóng) - mẹ của Bailey xuất hiện khi đưa Bailey lên tàu trong tập "The Suite Life Sets Sail" vào ngày đầu tiên với mái tóc nâu. Sau đó, bà lại xuất hiện trong tập "Twister" phần 2 và 3 với mái tóc vàng
- Clyde Pickett (Joe Dietl đóng) - cha của Bailey, người xuất hiện trong tập "Twister" phần 2 và 3. Ông không bằng lòng với Cody và chỉ thích Moose, nhưng sau đó, ông đã thay đổi suy nghĩ khi Cody cố gắng làm tất cả đểu cứu nông trại của gia đình Pickett
- Myrtle - dì của Bailey
- Abner - ông chú điên rồ của Bailey
- Clem - ông bác của Bailey
- Cletus - một người anh họ của Bailey, người làm chủ của một nông trại cá sấu ở Miami. Bailey đã xuống tàu SS "Tipton" để nghỉ xuân ở nông trại của Cletus và vật lộn với những con cá sấu, nhưng cuối cùng, cô bé trở lại tàu sớm vì Cletus uống nước bẩn và cô bé cảm thấy buồn khi tất cả cá sấu được quyên tặng cho Lizard World, một nơi dành riêng cho cá sấu
- Chú Dobbs - ông chú bất hạnh của Bailey, người được Bailey mô tả trong tập "Starship Tipton đã bị đá bởi một con la, bị sét đánh và bị đè bởi một chiếc máy kéo
- Chú Zeke - một người chú khác của Bailey. Zeke là một trong bốn người họ hàng của Bailey, người đã từng trở thành nữ hoàng buổi khiêu vũ ở trường Trung học
- Chín chị em gái - Bailey đã nói với London rằng cô bé có 6 chị gái và 3 em gái khi London nói rằng Bailey là cô chị gái mà London chưa từng có. London cũng đã đáp lại rằng:"Wow, mẹ của em cần có một thú tiêu khiển khác"